# ضاع العمر يا ولدي (فلم)
ضاع العمر يا ولدي هو فيلم دراما مصري إخراج عاطف سالم  وبطولة رشدي أباظة، نور الشريف، محمود عبد العزيز، شهيرة، محمود ياسين، عماد حمدي، زهرة العلا ومعالي زايد. صدر الفيلم في 20 فبراير 1978.

## نبذه
تورط فاطمة مع عباس في علاقة محرمة، حيث يوهمها بالثروة ويقبض عليه، فتشعر فاطمة أنها وحيدة في هذا العالم ويحبها الدكتور أحمد ويتزوجها رغم ماضيها، وتنجب منه سمير، بعد فترة تنتهي عقوبة سجن عباس ويبحث عن فاطمة، ويعثر على عنوانها لكنها تذهب إليه في مسكنه، ويحاول الاعتداء عليها، في قسم البوليس يستدعى زوجها، ويقرر أن يطلقها ويحرمها من ابنها ويسافر خارج مصر، وتعيش فاطمة في حالة من الشقاء لسنوات.

## طاقم العمل
- رشدي أباظة بدور دكتور أحمد [3]
- نور الشريف بدور عباس
- محمود عبد العزيز بدور سمير
- شهيرة بدور فاطمة
- عماد حمدي بدور الشيخ رمضان
- معالي زايد بدور سعاد

## وصلات خارجية
- مقالات تستعمل روابط فنية بلا صلة مع ويكي بيانات